# Sabzevar Airport
Sabzevar Airport (persiska: فرودگاه سبزوار) är en flygplats i Iran.   Den ligger i provinsen Khorasan, i den nordöstra delen av landet, 600 km öster om huvudstaden Teheran. Sabzevar Airport ligger 917 meter över havet.
Terrängen runt Sabzevar Airport är platt.Runt Sabzevar Airport är det ganska glesbefolkat, med 29 invånare per kvadratkilometer. Närmaste större samhälle är Sabzevar, 9,2 km nordost om Sabzevar Airport. Trakten runt Sabzevar Airport består till största delen av jordbruksmark.